# 褚無量
褚 無量（ちょ ぶりょう、646年 - 720年）は、唐代の学者・官僚。字は弘度。本貫は杭州塩官県。

## 経歴
幼くして父を失い、貧しい中でも学問を好んだ。成長すると、とくに三礼と『史記』に詳しかった。明経に挙げられ、国子博士に累進した。景龍3年（709年）、国子司業に転じ、修文館学士を兼ねた。この年、中宗が自ら南郊を祀ろうと、礼官や学士に詔して礼式を定めさせようとした。国子祭酒の祝欽明や司業の郭山惲は中宗の意を受けて、武則天を亜献とするよう請願した。無量は太常博士の唐紹や蔣欽緒とともにこれに反対した。左僕射の韋巨源らが中宗の意におもねって、祝欽明の意見に賛同し、無量の上奏は聞き入れられなかった。
ほどなく無量は母が老齢であるのを理由に停官を請い、帰宅を侍った。景雲元年（710年）、李隆基が皇太子となると、無量は召し出されて国子司業に任じられ、皇太子侍読を兼ねた。『翼善記』を編纂して李隆基に進上した。太極元年（712年）、李隆基が国学で釈奠をおこなうと、無量は『老子道徳経』や『礼記』を講義した。銀青光禄大夫の位に進んだ。先天元年（同年）、玄宗（李隆基）が即位すると、無量は郯王傅に転じ、国子祭酒を兼ねた。ほどなく国子祭酒を兼ねたまま、左散騎常侍に転じ、舒国公に封じられた。ほどなく母が死去したため、無量は辞職して喪に服した。喪が明けると、左散騎常侍・侍読として復職した。老齢を理由に杖をついて宮中に出入りし、内殿で輿を使うことを特別に許可された。無量はたびたび時政の得失を述べて上書し、その多くは聞き入れられた。
無量は高宗の代からある宮中の蔵書が傷んできていたため、書籍の修繕・書写・校勘をおこなうよう上奏した。玄宗は東都洛陽の乾元殿の前に書籍を配架させ、書物の大規模な捜索と書写をおこなわせ、広く天下の異本を集めさせた。数年間で四部の書籍は充実し、公卿以下に殿前に入らせて、自由に閲覧させた。開元6年（718年）、玄宗が長安に帰ると、無量は麗正殿の書籍の整理が行われた。皇太子李瑛や郯王李嗣直ら5人のために、無量は『論語』・『孝経』を5冊ずつ書写して献上した。玄宗が経書に明るい篤行の士を選ぶよう命じると、無量は郄恒通・郭謙光・潘元祚らを推薦して、皇太子や郯王以下の諸王の侍読とした。開元7年（719年）、皇太子が国子監に就学する礼がおこなわれると、無量は座に登って経書を講義した。開元8年（720年）、無量は病没した。享年は75。礼部尚書の位を追贈された。諡は文といった。

## 伝記資料
- 『旧唐書』巻102 列伝第52
- 『新唐書』巻200 列伝第125